# أليكس كيرشاو
أليكس كيرشاو (بالإنجليزية: Alex Kershaw)‏ هو كاتب ومؤرخ وصحفي ومؤلف بريطاني، ولد في 1966 في يورك في المملكة المتحدة.

## وصلات خارجية
- الموقع الرسمي
- أليكس كيرشاو على موقع IMDb (الإنجليزية)